# Quintino de Lacerda
Quintino de Lacerda, född 8 juni 1839 i Itabaiana, död 10 augusti 1898 i Santos, var en före detta slav som blev en abolitionist-hjälte, ledare för Quilombo do Jabaquara, den första svarta rådmannen i Brasilien och fick rang av hedersmajor i Exército Brasileiro (Brasilianska armén). Han var den första svarta politiska ledaren i Santos och deltog aktivt i åtminstone två stora nationella händelser: Revolta da Armada och processen att avveckla slavsystemet i Brasilien. Quintino de Lacerda anses vara den mest aktiva främjaren av abolitionism vid São Paulos kust.